# Chrysolampus prominens
Chrysolampus prominens is een vliesvleugelig insect uit de familie Perilampidae. De wetenschappelijke naam is voor het eerst geldig gepubliceerd in 1924 door Ruschka.